# Kenneth Lane
Kenneth Lane, né le 16 août 1923 à Toronto et mort le 22 janvier 2010 dans la même ville, est un céiste canadien pratiquant la course en ligne.

## Palmarès

### Jeux olympiques de canoë-kayak course en ligne
- 1952 à Helsinki,  Finlande
  -  Médaille d'argent en C-2 10 000 m [1]